# Каробио (Бергамо)
Каробио је насеље у Италији у округу Бергамо, региону Ломбардија.
Према процени из 2011. у насељу је живело 4263 становника. Насеље се налази на надморској висини од 234 m.